# Belal Abduldaim
Belal Abduldaim (Homs, 1º  giugno 1983) è un ex calciatore siriano, difensore del Saham Club e della Nazionale di calcio della Siria.

## Carriera

### Club
Ha giocato nel campionato siriano, bahreinita e omanita.

### Nazionale
Ha esordito in Nazionale nel 2008, raccogliendo 35 presenze sino al 2011.

## Palmarès

### Competizioni nazionali
- Campionato siriano di calcio: 4

Al-Karamah: 2005-2006, 2006-2007, 2007-2008, 2008-2009
- Coppa di Siria: 4

Al-Karamah: 2006-2007, 2007-2008, 2008-2009, 2009-2010